# Valor nul
En la ciència, un valor o resultat nul és un resultat sense el contingut previst, és a dir, el resultat proposat està absent. És un resultat experimental que no mostren un efecte contrari esperat. Això no implica un resultat de zero o res, simplement un resultat que no és compatible amb la hipòtesi. El terme és una traducció del llatí científic nullus resultarum, significant "sense conseqüència".